# Neptunium-240
Neptunium-240 of 240Np is een onstabiele radioactieve isotoop van neptunium, een actinide en transuraan element. De isotoop komt van nature niet op Aarde voor.
Neptunium-240 kan ontstaan door radioactief verval van uranium-240.
{\displaystyle {\ce {{^{240}_{92}U}->{^{240}_{93}Np}+{e^{-}}+{\bar {\nu }}_{e}}}}

## Radioactief verval
Neptunium-240 vervalt door β−-verval tot de radio-isotoop plutonium-240:
{\displaystyle {\ce {{^{240}_{93}Np}->{^{240}_{94}Pu}+{e^{-}}+{\bar {\nu }}_{e}}}}
De halveringstijd bedraagt 1,03 uur.
219Np · 220Np · 221Np · 222Np · 223Np · 224Np · 225Np · 226Np · 227Np · 228Np · 229Np · 230Np · 231Np · 232Np · 233Np · 234Np · 235Np · 236Np · 236mNp · 237Np · 238Np · 238mNp · 239Np · 240Np · 240mNp · 241Np · 242Np · 242mNp · 243Np · 244Np · 245Np